# PER busz (Miskolc)
A miskolci PER jelzésű autóbusz egy tábori különjárat, mely az Avas városközpont és a Nagy-erenyő között közlekedik a perecesi nyári tábor idején. Az Avas városközponttól csak reggel 7:45-kor indul, míg a Nagy-Erenyőtől csak délután 16:00-kor indul vissza.
A járatot az MVK Zrt. üzemelteti.

## Története
A járat korábban kettéosztva közlekedett Pereces I. és Pereces II. néven, melyek a Bulgárföld városrészig közlekedtek. Később ezek helyét átvette a PER jelzés, mely plusz egy megállóval, a Nagy-Erenyővel bővült.

## Megállói
| PER busz (Avas városközpont - Nagy-erenyő) |
| ------------------------------------------ |
| Avas városközpont                          |
| Tapolcai elágazás                          |
| Szemere kert                               |
| Zoltán utca                                |
| Bulgárföld városrész                       |
| Nagy-Erenyő                                |

## Forrás
- Az MVK Zrt. honlapja
- A PER busz menetrendje